# Polydictya rufifrons
Polydictya rufifrons är en insektsart som beskrevs av Schmidt 1910. Polydictya rufifrons ingår i släktet Polydictya och familjen lyktstritar. Inga underarter finns listade i Catalogue of Life.